# Angelica Hale
Angelica Hale (Atlanta, 31 de julho de 2007) é uma cantora americana. Ela competiu na 12ª temporada do America's Got Talent e se tornou a segunda colocada. Ela perdeu para Darci Lynne.

## Infância
Angelica Hale nasceu, filha de James Hale e Eva Bolando, em Atlanta, Geórgia.
Aos quatro anos, Hale contraiu uma grave pneumonia bacteriana, causando choque séptico e falência de múltiplos órgãos, incluindo os rins, e deixou cicatrizes permanentes no pulmão direito. Ela foi colocada em coma induzido clinicamente e transferida do Children's Healthcare de Atlanta Scottish Rite para Children's Healthcare de Atlanta Egleston e colocada em suporte de vida por ECMO. Depois de passar 12 dias em ECMO e 80 dias no hospital se recuperando, ela teve alta para ir para casa em 24 de abril de 2012. Em 13 de setembro de 2013, depois de passar um ano e meio em diálise, Hale recebeu um transplante de rim que salvou vidas de a mãe dela.
Logo depois, Hale começou a ter aulas de canto com a treinadora vocal Tara Simon em Alpharetta, Geórgia. Em seguida, ela ganhou um concurso de canto para crianças de cinco a nove anos e se apresentou para muitas funções de caridade, como Children's Miracle Network Hospitals e Children's Healthcare de Atlanta.

## Carreira

### America's Got Talent
Em 2017, Hale competiu na décima segunda temporada de America's Got Talent, onde ela conseguiu passar das audições com sua interpretação de "Rise Up" de Andra Day. Na rodada de Judge Cuts, Hale recebeu uma campainha dourada do juiz convidado Chris Hardwick, depois de fazer a cobertura de "Girl on Fire" de Alicia Keys, e avançou imediatamente. Durante os shows ao vivo, ela cantou "Clarity" por Zedd e Foxes nas quartas de final e "Without You" por David Guetta em sua apresentação nas semifinais. Hale avançou para as 10 finais, onde cantou "Symphony", de Clean Bandit e Zara Larsson. Para o episódio final no episódio 22, ela cantou "Stronger (What Doesn't Kill You)", de Kelly Clarkson, com Clarkson e o concorrente Kechi Okwuchi. Ela terminou a competição em segundo lugar, tornando-se a segunda colocada mais jovem na história do programa.

## Vida pessoal
Angelica Hale tem uma irmã mais nova, Abigail, que nasceu em Santa Mônica.